# Kotafon (langue)
Pour les articles homonymes, voir Kotafon.
Le kotafon est une langue gbe parlée dans le Sud du Bénin par le peuple du même nom.
Cette langue comptait 154 000 locuteurs en 2016. D'après une étude sur le kotafon, cette langue comporte 32 consonnes et 12 voyelles dont 5 voyelles nasales.